# 32-й батальон морской пехоты Волжской военной флотилии
32-й батальон морской пехоты Волжской военной флотилии — временное формирование (сводная воинская часть) Военно-Морского Флота ВС СССР, участвовавшая в Сталинградской битве.
В литературе встречаются наименования — сводный батальон морской пехоты Волжской военной флотилии, сводный отряд моряков Волжской военной флотилии.
Морские пехотинцы оказались одной из тех частей, которые с 23 по 28 августа 1942 года сдерживали XIV танковый корпус вермахта до подхода полноценных стрелковых соединений (124-я и 149-я отдельные стрелковые бригады) РККА и тем самым «заложили основу легендарной обороны города-героя на Волге».

## История
В октябре 1941 года на базе кораблей учебного отряда была создана Волжская военная флотилия. К июлю 1942 года флотилия состояла из 7 канонерских лодок, 14 бронекатеров, 33 катера-тральщика, 2 плавучих зенитных батареи, железнодорожную батарею, а также 32-й и 33-й батальоны морской пехоты.
16 августа 1942 года по приказу командующего Волжской военной флотилии контр-адмирала Д. Д. Рогачёва была создана оперативная группа морской пехоты Сталинградской военно-морской базы. Группу возглавил гвардии капитан 2-го ранга Топленков. Группа, кроме других частей и подразделений, включала 33-й и 32-й батальоны морской пехоты. 32-й батальон возглавил капитан 3-го ранга П. М. Телевной. Оперативная группа должна была быть готовой вести боевые действия в радиусе сорока километров от Сталинграда.
Сформированная из личного состава объединённой школы Волжской военной флотилии, флотского полуэкипажа и железнодорожных батарей, группа включала два батальона морской пехоты: первый — под командованием капитана Никулина и второй — под командованием капитана 3-го ранга П. М. Телевного. Оперативной группе морской пехоты была поставлена задача быть готовой к боевым действиям в радиусе 40 км от Сталинграда.

### Участие в боевых действиях
23 августа 1942 года XIV танковый корпус вермахта, совершив в течение дня бросок длиной в 60 километров, вышел к Волге в районе село Акатовка — село Латошинка — посёлок Рыно́к, оказавшись на дистанции 2—3 километров от Сталинградского тракторного завода. Создалась непосредственная угроза заводу. Для прикрытия завода были использованы отряды народного ополчения, истребительные батальоны, рабочие отряды, 99-я отдельная танковая бригада (командир майор П. С. Житнев), пушечный артиллерийский полк, 282-й стрелковый полк внутренних войск НКВД (10-й стрелковой дивизии НКВД) и 32-й батальон морской пехоты Волжской военной флотилии. Был создан северный участок обороны под руководством генерал-майора Н. В. Фекленко. В течение 5 суток группа Фекленко сдерживала противника на рубеже реки Сухая Мечётка.
300 морских пехотинцев заняли участок в районе железнодорожной ветки, соединявшей Латошинскую переправу и тракторный завод. 24 августа батальон был пополнен отрядом народного ополчения Ворошиловского района Сталинграда. Штаб батальона разместился в здании кирпичного завода. Батальоном командовал капитан 3-го ранга П. М. Телевной, заместителем командира батальона был старший лейтенант А. Г. Горошков. В составе батальона воевали бойцы имевшие боевой опыт, а также бойцы без опыта. Бойцы батальона были вооружены по большей части немецкими винтовками. В батальоне не хватало противотанковых ружей. Соседями морпехов оказались батальон рабочего ополчения, зенитно-артиллерийский дивизион и 99-я танковая бригада. Позади батальона располагался противотанковая батарея.
24 августа моряки и их соседи отбили несколько атак пехоты и танков противника, потеряв за день около 50 человек. 25 августа 32-й батальон атаковал позиции противника, выбил его из посёлка Рыно́к и дошёл до посёлка Латошинка. В этот день командование батальоном перешло к старшему лейтенанту А. Г. Горошкову. Капитан 3-го ранга П. М. Телевной за бои 23 — 25 августа был награждён орденом Красной Звезды. Активную артиллерийскую поддержку оказывали корабли Волжской военной флотилии: канонерские лодки «Усыскин» и «Чапаев», бронекатера и плавучие батареи. Для корректировки артогня в расположения батальона был откомандирован начальник артиллерийской части канлодки «Чапаев» лейтенант В. М. Загинайло, который оставался на северном участке обороны до конца Сталинградской битвы. За успешную корректировку огня лейтенант В. М. Загинайло был награждён орденом Красной Звезды и двумя орденами Красного Знамени. В результате атаки 32-й батальон занял южную окраину Латошинки, однако противник атаковал позиции ополченцев, которые отступили, создав угрозу окружения батальона. Моряки отступили на рубеж реки Сухая Мечётка. Второй раз морские пехотинцы заняли Рыно́к 27 августа, но снова были вынуждены покинуть достигнутый рубеж.
С прибытием 124-й отдельной стрелковой бригады (124-я осбр) батальон был включён в группу полковника Горохова (командира 124-й осбр) и дальнейшие боевые действия вёл в составе группы. 29 августа батальон принимал участие в успешной атаке группы Горохова и вместе со 124-й осбр освободил посёлок Рыно́к.
Бои конца августа тяжело дались морским пехотинцам — они понесли тяжёлые потери. Например, в течение 27 августа было потеряно 22 человека убитыми, 45 человек ранеными и 54 человек пропали без вести. Пространство между Рынко́м и Латошинкой, по словам С. Ф. Горохова, было «усеяно трупами в морских бушлатах и тельняшках». К моменту наступления 124-й осбр 29 августа батальон был сведён в 141-ю роту морской пехоты. Командовать ротой остался старший лейтенант А. Г. Горшков, а политруком был назначен младший политрук А. С. Гриденко.
18—19 сентября морские пехотинцы участвовали в наступлении частей группы Горохова на север, на встречу 99-й стрелковой дивизии, которая пыталась пробиться к защитникам Сталинграда. За два дня боёв удалось продвинуться на 500—800 метров. После войны С. Ф. Горохов так оценил это наступление: «Считали немцев глупее нас, но, как показала жизнь, все это была напрасная трата сил и средств. Пустая затея, без серьёзной подготовки с севера».
В конце сентября остатки батальона были подчинены командиру 149-й отдельной стрелковой бригады подполковнику В. А. Болвинову и включены в систему обороны Орловского выступа. К началу ликвидации Орловского выступа в 141-й роте оставалось около пятидесяти человек. С 28 сентября по 7 октября противник провёл наступление с целью ликвидировать Орловский выступ. 141-я рота морской пехоты находилась на стыке 282-го стрелкового полка внутренних войск НКВД и 149-й отдельной стрелковой бригады. В результате упорных боёв остатки полка НКВД и морские пехотинцы попали в окружение. О тяжести сложившейся ситуации говорит сообщение старшего лейтенанта Васелюка, заменившего старшего лейтенанта А. Г. Горшкова: «4.10.42 г. Осталось 20 человек с командирами. Нуждаюсь в подкреплении, в боезапасе: патроны ППШ, патроны винтовочные, гранаты РГД-33, Ф-1, противотанковые, бутылки с горючей жидкостью. Кроме того, сообщаю: левый фланг открыт, так как 115-я бригада отошла на новые позиции. Жду указаний». 7 октября остатки роты прорвали кольцо окружения и вышли на позиции 124-й осбр. Из окружения вырвалось 9 человек, которые были выведены на левый берег Волги для переформирования.
4 декабря 1942 года 141-я рота морской пехоты Волжской военной флотилии была передана в подчинение Сталинградской оперативной группы.

## Оценка действий 32-го батальона морской пехоты
Полковник С. Ф. Горохов отмечал, что «моряки действовали лихо, немец их боялся. Но пехотному бою моряки обучены не были. В результате — очень большие и неоправданные потери среди морских пехотинцев». Комиссару 124-й отдельной стрелковой бригады он рассказывал «об удивительной необученности моряков действовать на сухопутье: игнорировании лопаты, гранаты, маскировки, перебежек по полю боя».
Алексей Шахов (историк-исследователь боевого пути 124-й осбр и группы полковника Горохова) так отозвался о первых защитниках Сталинграда: «Низкий поклон защитникам СТЗ за то, что они своим порывом позволили командованию выиграть время, подлатать оборону имевшимися под рукой частями Красной Армии и спешно перенаправить к Сталинграду несколько кадровых соединений».

## Память
- 32-му батальону морской пехоты Волжской военной флотилии посвящено стихотворение «Триста моряков» поэта Александра Яшина[27].
- На административном корпусе Волгоградского алюминиевого завода (улица Шкирятова, дом 21) 26 апреля 1985 года размещена гранитная памятная доска с текстом: «В августе — сентябре 1942 года здесь проходил северный рубеж обороны Сталинграда, который самоотверженно защищали, сражаясь с немецко-фашистскими захватчиками: 1077-й зенитный артиллерийский полк, 21-й и 28-й учебные танковые батальоны, 282-й стрелковый полк 10-й дивизии НКВД. Части народного ополчения и истребительные батальоны, 738-й истребительно-противотанковый артиллерийский полк, сводный батальон и корабли Волжской военной флотилии, 115, 124, 149-я отдельные стрелковые бригады, 249-й конвойный полк НКВД, 724-й стрелковый полк 315-й стрелковой дивизии, сводный стрелковый полк 196-й стрелковой дивизии, 2-я мотострелковая бригада»[28][29].
- Братская могила моряков сводного батальона Волжской военной флотилии (пос. Водстрой, сквер). Обелиск установлен в 1959 г., реконструирован в 1972 г.